# 蒙古國國徽
蒙古國徽啟用於1992年。為圓形，外環「萬字不到頭」的圖案，頂為三寶。中間為背負索永布的風馬（在中亞是靈魂的象徵）。下為青山、法輪、哈達和蓮座。

## 歷代國徽

### 大蒙古国、蒙古人民共和国
從1960年到1991年，蒙古人民共和國使用了形狀非常相似但元素不同的標誌。而不是風馬，顯示的是騎著普通馬的騎士。在背景中，太陽從山上升起。佛教符號被社會主義符號所取代。齒輪代表工業化，圍繞週邊的穀穗代表農業階級，頂部有一顆紅色的星星，帶有社會主義版本的索永布。沿著底部，在齒輪前面放置一條藍紅色的絲帶，上面有字母БНМАУ，是Бүгд Найрамдах Монгол Ард Улс（蒙古人民共和國）的縮寫。
在1961年之前，國徽沒有太多社會主義符號。騎士拿著一根長長的套索桿，四種獸群動物在側面顯示。底部的紅絲帶在1940年至1949年間以傳統蒙古文顯示該國名稱，之後是西里爾字母縮寫。
- 大蒙古國
（1911年－1924年）
- 蒙古人民共和国
（1924年12月2日－1939年3月14日）[1]
- 蒙古人民共和国
（1939年3月15日－1940年4月5日）
- 蒙古人民共和国
（1940年4月6日－1941年10月31日）
- 蒙古人民共和国
（1941年11月1日－1960年3月5日）
- 蒙古人民共和国
（1960年3月6日－1991年6月21日）

### 索永布徽章
- 國家大呼拉爾徽
- 蒙古人民軍徽
- 蒙古曲棍球聯合會徽標
- 蒙古國家奧委會徽標
- 蒙古人民空軍徽標

### 現今共和國相似國徽
- 图瓦共和国國徽
- 卡尔梅克共和国國徽
- 布里亞特共和國国徽
- 萨哈共和国國徽
- 巴什科尔托斯坦共和国国徽
- 斯里蘭卡国徽

### 歷史政權相似國徽
- 图瓦人民共和国國徽（1933年－1939年）
- 图瓦人民共和国國徽（1939年－1941年）
- 萨哈共和国國徽（1992-2016）

1. ↑  .   [2021-09-27]. （原始内容存档于2021-06-19）.